# Il principio passione. La forza che ci spinge ad amare
Il principio passione. La forza che ci spinge ad amare è un saggio di Vito Mancuso, edito  nel settembre del 2013 dalla Garzanti nella collana Saggi.

## Trama
Nell'opera Mancuso analizza la dinamica che agisce nella creazione costituita da energia senza forma, “caos”, che riceve organizzazione da una capacità direttiva, “logos”. L'intreccio di “caos” e “logos”, è il “principio passione”, una forza particolare che permette il realizzarsi delle cose e coinvolge anche l'uomo, il quale viene a possedere la spinta attiva che determina ogni trasformazione.
L'argomentazione ha un percorso articolato attraverso dieci capitoli (Alla ricerca del principio. Cosmogonie. Guardare il mondo. Pensare la vita. Pensare la materia, La dottrina cattolica e la sua aporia. La Bibbia e lo stato caotico del mondo. Archeologia del negativo un peccato degli angeli? Il lato oscuro del divino. Dio e il mondo) in cui il teologo illustra la sua visione del mondo, la confronta con i risultati della ricerca scientifica e con la dottrina cattolica tradizionale.
Completa un'“Appendice” divisa in quattro parti: sulla vita (Dati sull'universo e sulla vita), sulla necessità della morte di Gesù (Testi sulla necessità della morte di Gesù), sui testi del Nuovo Testamento riferiti al ruolo cosmico di Cristo (Testi sul ruolo cosmico del Cristo), sulla legge cosmica fondamentale e la regola d'oro (Testi sulla Legge cosmica e sulla Regola d'oro). Inoltre la Guida bibliografica, che elenca i libri citati nelle note e quelli non usati direttamente dall'autore ma importanti per gli argomenti trattati.

## Controversie
Il filosofo della scienza Telmo Pievani critica l'argomentazione esposta da Mancuso in questo libro tacciandola, oltre che di finalismo antiscientifico, anche di "non sequitur" e fallacia logica perché Mancuso cita, secondo Pievani, le tesi filosofiche di alcuni scienziati vicini al mondo cristiano o al mondo New Age spacciandole come tesi scientifiche.